# Vegetação da Região Sul do Brasil

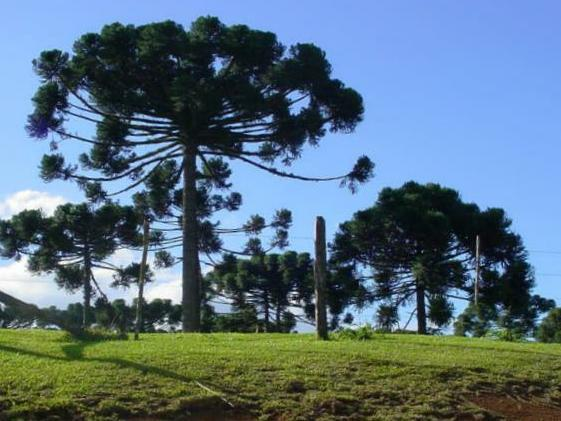
Pinheiro do Paraná.

Quando as pessoas se referem à vegetação do sul do Brasil, é frequente ter na memória a Mata de Araucárias e Floresta dos Pinhais e o grande pampa gaúcho, formações vegetais típicas que aparecem na região, que tem a Mata Subtropical como origem, apesar de não existirem somente lá.
A Mata de Araucárias, que praticamente se extinguiu, é o bioma visível nas partes de maior elevação dos planaltos do Paraná e Santa Catarina, no formato de manchas que existem entre as demais formações vegetais. A Araucaria angustifolia (pinheiro-do-paraná) é mais facilmente adaptada às menores temperaturas, frequentemente nas partes da maior altitude do relevo, e ao solo rochoso que mistura arenito com basalto, com uma grande concentração no planalto arenito-basáltico, no interior da região.
Nessa mata são extraídos principalmente o pinheiro-do-paraná e a imbuia, utilizadas em marcenaria, e a erva-mate, cujas folhas são usadas para o preparo do  chimarrão.
A devastação desta floresta, que foi o bioma típico da região na qual hoje há poucos remanescentes dessa paisagem, teve início no final do Império, porque o governo fazia concessões com o objetivo de abrir estradas de ferro, e a situação tornou-se grave devido à indústria madeireira.
Além da Mata de Araucárias propriamente dita, a serra do Mar, com grande umidade por estar mais próxima do oceano Atlântico, faz com que se desenvolva a mata tropical úmida da encosta, ou Mata Atlântica, com grande densidade e várias espécies. A Mata Atlântica começa no Nordeste,continuando pelo Sudeste até a sua chegada ao Sul. No Norte do Paraná, a floresta tropical praticamente extinguiu-se, porque a agricultura foi expandida. Ultimamente, o governo está procurando novas tentativas de implantação de uma política de reflorestamento.
As vastas extensões de campos limpos também ocupam a Região Sul do Brasil. Estas vastas extensões de campos limpos são chamadas de campos meridionais. Os campos meridionais dividem-se em duas áreas distintas. A primeira é correspondente aos campos dos planaltos, que são manchas ocorrentes a partir do Paraná até o norte do Rio Grande do Sul. A segunda área — os campos da campanha — é de maior extensão e está localizada inteiramente no Rio Grande do Sul, em uma região denominada Campanha Gaúcha ou pampa. É a vegetação natural das coxilhas e uma camada visível de ervas rasteiras pela qual é constituída a melhor pastagem natural do Brasil.
Finalmente, junto ao litoral, destaca-se a vegetação costeira de mangues, praias e restingas, que se assemelham às de outras regiões do Brasil.

## Visão geral
Compreendendo os Estados do Paraná, Santa Catarina e Rio Grande do Sul, situada  abaixo do paralelo de 23ºS, apresenta uma cobertura vegetal com poucas características tropicais, sobrepujada em áreas pelas características. As condições de umidade reinantes em quase toda a área possibilitam o aparecimento das Florestas, que constituem as principais formações vegetais da Região. Na porção meridional do território sul-rio-grandense, entretanto, tal importância é cedida às formações campestres, cuja ocorrência está ligada não só à topografia suave como, provavelmente, à existência, no passado, de um clima mais seco. Enquanto nos Estados do Paraná e Santa Catarina há um predomínio de áreas florestais, no Rio Grande do Sul há um certo equilíbrio entre as formações florestais e as campestres.
Hoje em dia, decorrente da ação antrópica, sua vegetação original está bastante alterada, quer em sua composição florística quer em seus limites, tornando-se difícil uma real reconstituição da cobertura original. Poucos são os trabalhos de âmbito geral, sendo mais comuns os de áreas isoladas. Entre os autores que têm se dedicado a tais estudos destacam-se Lindman, Rambo, Reitz. Veloso, Klein e Maack.
Torna-se difícil uma uniformidade na terminologia usada para as formações vegetais do Sul do Brasil, não só pela existência aí de uma grande multiplicidade das mesmas, como pela falta de elementos para determinar melhor algumas delas e pela imposição de alguns termos regionais ainda bastante arraigados. Devido a tais fatos, não temos, até hoje, uma classificação uniforme, quer sob o ponto de vista florístico quer sob o ponto de vista fisionômico, não se apresentando nenhuma das existentes como uma palavra final, quer para os botânicos quer para os fitogeógrafos.
Para o presente trabalho, sintetizamos a classificação apresentada por Lima, só conseguindo, entretanto, uma uniformidade relativa para a maior parte das formações florestais, para as quais procuramos caracterizar, além do aspecto fisionômico, o seu ciclo vegetativo. Esquematicamente temos na Região Sul as seguintes formações vegetais:
1. Floresta perenifólia higrófila costeira
2. Floresta Subcaducifólia Tropical
3. Floresta Subcaducifólia Subtropical
4. Floresta Subcaducifólia Subtropical com Araucária
5. Campo
6. Cerrado
7. Vegetação Litorânea[3]